# Loitsch
Loitsch ist ein weilerartiger Ortsteil von Weida im Landkreis Greiz in Thüringen.

## Lage
Loitsch liegt südlich von Weida und Steinsdorf. Die Gemarkung mit der Blockflur (1905: 195 ha) befindet sich am Zusammenfluss von Leuba und Weida. Verkehrsmäßig ist der Weiler über die Landesstraße 2331, die Kreisstraßen 119 und 118 sowie über die Bahnstation Loitsch-Hohenleuben erfasst.

## Geschichte
Im Jahre 1340 wurde das Dörfchen erstmals urkundlich erwähnt. Der Name des Dorfes kommt wahrscheinlich aus dem Sorbischen und bedeutet ‚Sitz der Jäger‘. Die Loitschmühle wurde 1682 erstmals genannt. Bis Ende des 19. Jahrhunderts war Loitsch ein kleines Bauerndorf mit größeren Bauernhöfen. Mit dem Bau der Bahnstrecke Weida–Mehltheuer und dem Bau des Bahnhofes kehrte ein anderes Leben im Dorf ein. Schon Ende des 19. Jahrhunderts war ein Kurbetrieb im Örtchen entstanden. Am 1. Juli 1950 wurde Loitsch nach Steinsdorf eingemeindet. Am 31. Dezember 2013 wurde der Ort zusammen mit Steinsdorf nach Weida eingegliedert.